# Triphleba subcompleta
Triphleba subcompleta är en tvåvingeart som beskrevs av Schmitz 1927. Triphleba subcompleta ingår i släktet Triphleba och familjen puckelflugor. Arten är reproducerande i Sverige. Inga underarter finns listade i Catalogue of Life.